# Ras Tarkán
Ras Tarkán, a veces denominado As Tarkán, fue un general jázaro de mediados de los años 700 que dirigió una invasión sobre los territorios abasíes de Armenia, Azerbaiyán y el noroeste de Persia. Los académicos han debatido sobre si Ras Tarkán es un nombre o un título, ya que As Tarkán, utilizado como un título, significaría "general de los alanos", por lo que posiblemente su poseedor tuvo un papel de comandante de mercenarios o auxiliares alanos. De acuerdo con Zeki Velidi Togan y Peter Benjamin Golden, Ras Tarkán era originario de un clan llamado Jatiriltber.
- Datos: Q1962545